# 鳞尾木属
鳞尾木属（学名：[Lepionurus] 错误：{{Lang}}：文本有斜体标记（帮助））为山柚子科的一属植物。

## 下属分类
- 鳞尾木 Lepionurus sylvestris Blume